# نادي مدينات
نادي مدينات نادي كرة قدم إماراتي من الأندية الخاصة يلعب في دوري الدرجة الثانية الإماراتي ويقع في دبي .